# Saitis signatus
Saitis signatus är en spindelart som först beskrevs av Eugen von Keyserling 1883.  Saitis signatus ingår i släktet Saitis och familjen hoppspindlar. Inga underarter finns listade i Catalogue of Life.